# پودر موبر
پودر موبر که به آن حنازرد یا نوره یا واجبی هم گفته می‌شود، فراورده‌ای پودری‌شکل به رنگ سفید است که از آمیخته شدن آهک و زرنیخ درست می‌شود و از آن برای موزدایی استفاده می‌شود. در تولیدات تجاری جدید، از سولفید یا باریوم سولفات (Barium sulfate) به عنوان جایگزین آرسنیک استفاده می‌کنند.

## تاریخچه
یافته‌های باستان شناسان نشان می‌دهد که انسان‌های نخستین، از درهم آمیختن زرنیخ، سنگ آهک، صمغ و چکیدهٔ گیاهان، چنین آمیخته‌ای را برای ستردن به دست می‌آورده‌اند. چهرهٔ بی‌مو و تراشیدهٔ مصریان باستان، میتواند شاهدی بر وجود چنین آمیخته‌هایی باشد. به گفتهٔ هرودوت مصری‌ها بر این باور بودند که تنها در دنیای پس از مرگ، مو و ریش آن‌ها پروانهٔ رشد دارند. آن‌ها با به کار بردن نشاسته، آرسنیک و آهک آمیخته‌هایی برای پاکی خود از مو داشته‌اند. چنین وسواسی برای بی‌مویی و زیبایی به اندازهٔ بهداشت و جاویدی ارزش داشته‌است.
برچیدن تمام موهای بدن، یک روش پیشگیرانه در برابر عفونت و پلشتی بوده‌است. بدون شک آمیخته‌های نخستین، برای برداشتن مو دربرگیرندهٔ مادهٔ خمیری قندی از پختن شکر با لیمو و دیگر ادویه‌های طبیعی بوده‌است که با کشیدن در خلاف جهت رشد مو به کار گرفته می‌شده‌است. مایهٔ قندی باعث مهار رشد باکتری در محیط گرم این سرزمین می‌شده‌است. این روش حتی به خارج از خاورمیانه هم رفته‌است. در شب پیش از رابطه جنسی ، عروسان در لبنان، فلسطین، ترکیه و مصر (بعضی در ایران) بدن خود را با چنین آمیخته‌ای از هر گونه مو پاک می‌کرده‌اند. با نگرش به افسانه‌ها، بدن بی‌موی عروسان در درازای زندگی زناشویی، نمادی از پاکیزگی و گرامی داشتن شوهر خود است.

## شیمی
این محلول شامل ۶۵ درصد کلسیم بی‌کربنات Ca(HCO3)2 و ۲۵ درصد آرسنیک سولفید As2S3 و ۱۰ درصد آهک و رطوبت است. فرایند شیمیایی به صورت زیر می‌باشد
CaCO3 + CO2 + H2O → Ca(HCO3)2
Ca(OH)2 + CO2 = CaCO3+H20
هر دو نمک‌های آرسنیک (اسید) و آهک (بازی)، خورنده هستند و برای همین، آمیخته‌شان، خاصیت شدید خورندگی دارد. آرسنیک بسیار سمی و کشنده است و برای همین، واجبی به عنوان مادهٔ آرایشی سمی به‌شمار می‌آید.

## سم‌شناسی
بیمارستان لقمان حکیم در تهران، بزرگترین مرکز سم‌شناسی ایران در یک برنامهٔ چند ساله رابطهٔ میان آمیختهٔ شیمیایی واجبی موجود در بازار ایران در سال‌های ۱۹۹۴ و ۱۹۹۵ و شمار مسمومیت‌های گزارشی مرتبط با آرسنیک را پژوهش کرد. برآیند این برنامهٔ پژوهشی نشان داد در سال ۱۹۹۹ با گسترش واجبی بدون آرسنیک در بازار شمار مسمومین به شدت کاهش یافته‌است. از همان سال دسترسی واجبی از طرح قدیم در زندان‌ها محدود شد. واجبی طرح جدید از سولفید یا باریوم سولفات (Barium sulfate) به عنوان جایگزین آرسنیک استفاده می‌کنند.
شاید علت این مقدار آماری که بیان‌گر مسمومیت بوده، بیشتر برآمده از خورده شدن چنین واجبی‌هایی بوده باشد وگرنه بو کشیده شدن آرسنیک، پیامد ناگوار مسمومیتی‌ای را به همراه ندارد.